# میخیلو اودود
میخیلو اودود (اوکراینی: Михайло Сергійович Удод؛ زادهٔ ۱۷ فوریهٔ ۱۹۹۷) بازیکن فوتبال اهل اوکراین است.
از باشگاه‌هایی که در آن بازی کرده‌است می‌توان به باشگاه فوتبال فورسکلا پولتاوا اشاره کرد.